# Жигжитов Михайло Ілліч
Михайло Ілліч Жигжитов (1915-1990) — радянський бурятський письменник, Народний письменник Бурятії.

## Біографія
Народився 21 листопада 1915 року в селі Усть-Кяхта Троїцькосавського повіту Забайкальської області в козацькій родині.
З 1924 по 1928 рік навчався в Усть-Кяхтинській школі, потім, з 1928 по 1929 рік, в Бултумурській школі. У 1933 році закінчив Троїцькосавську   дев'ятирічну школу.
Отримавши диплом педагогічного технікуму, Михайло Жигжитов почав працювати вчителем у Хондонській початковій школі, потім у початкових школах Закаменського і Баргузинського районів.
У роки Великої Вітчизняної війни, в 1943 році призваний в Червону Армію, служив на сході країни. Демобілізований в 1945 році.
Повернувшись в Бурятію, Жигжитов оселився в селі Максимиха, працював у 1956-1969 роках в Баргузинському заповіднику штатним мисливцем Баргузинського промислово-мисливського господарства.
У 1980 році зіграв роль мисливця-промисловика у фільмі Олександра Ітигілова «Продається ведмежа шкура», поставленого за однойменною повістю Валентина Распутіна.

## Творчість
Літературною діяльністю Михайло Жигжитов почав займатися вже в зрілому віці. Багатий мисливський досвід визначив тематику і творчу манеру письменника. Перша його розповідь «Злочин в тайзі» була опублікована в газеті «Правда Бурятії» в 1960 році. У 1964 році вийшли в світ збірка оповідань і повістей під загальною назвою «Злочин в тайзі», повість «Хлопець із Іриндакана». У 1965 — повість «Сніговий обвал». Починаючи з 1967 року виходять три повісті про баргузинську тайгу і її людей — «Моя Малютка-Марикан» (1967), «Стежка Самагира» (1969), «За ущелиною Семи Вовків» (1970).
Визнання читачів отримали збірники, видані в московському видавництві «Радянська Росія», — «Сніговий обвал» (1967), «Шлях життя» (1970). У наступні роки в Бурятському книжковому видавництві опубліковані «Вибране» (1973), «Повісті» (1986).
У березні 1973 року на секретаріаті Спілки письменників Росії відбулося обговорення творів Михайла Жигжитова, де була дана висока оцінка його творчості.
Твори Михайла Жигжитова переведені на тувинську, узбецьку мови.
Член Союзу письменників СРСР з 1983 року. Даючи рекомендацію Жигжитову в Союз письменників, відомий прозаїк Володимир Тендряков назвав його «Дерсу Узала, який взявся за перо».

## Нагороди та звання
- Народний письменник Бурятії (1983)
- Державна премія Бурятії

## Пам'ять
У селі Максимиха, де довгі роки жив письменник, одна з вулиць названа його ім'ям.